# Soria Blatmann
Soria Blatmann est une consultante et femme politique française.

## Biographie
Normalienne, titulaire d’un DEA d’italien et diplômée de Sciences Po Paris en 2000, Soria Blatmann est chargée de mission à la délégation aux affaires stratégiques du ministère de la Défense entre 2001 et 2002. Elle travaille ensuite, de 2002 à 2005, pour Reporters sans frontières puis, de 2005 à 2008, pour AIDES (association de lutte contre le sida).
En 2008, Soria Blatmann devient responsable des relations extérieures du groupe socialiste à l’Assemblée nationale, présidé par Jean-Marc Ayrault. Elle intègre son cabinet lorsque celui-ci est nommé Premier ministre en 2012, en tant que conseillère technique pour les relations avec la société civile. Elle exerce ensuite des fonctions similaires auprès du secrétaire d’État au Développement et à la Francophonie puis à la mairie de Paris.
Après l’élection d’Emmanuel Macron à la présidence de la République (mai 2017), elle devient chargée de communication et conseillère aux droits de l’homme de l’Élysée,. Elle quitte ces fonctions en février 2018 pour rejoindre la nouvelle directrice générale de l’UNESCO, Audrey Azoulay, lorsque son époux Olivier Faure est élu premier secrétaire du Parti socialiste.
Soria Blatmann est, depuis janvier 2021, la directrice du pôle prospective sociétale et académique du cabinet de conseil Societer.

## Vie personnelle
Elle est, en 2018, l’épouse d’Olivier Faure, député depuis 2012 et premier secrétaire du Parti socialiste depuis 2018. Olivier Faure et Soria Blatmann sont désormais séparés.